# Hydroeciodes danastia
Hydroeciodes danastia är en fjärilsart som beskrevs av Dyar 1910. Hydroeciodes danastia ingår i släktet Hydroeciodes och familjen nattflyn. Inga underarter finns listade i Catalogue of Life.